# Институт Вилијам Алансон Вајт
Институт Вилијам Алансон Вајт (енгл. William Alanson White Institute) је институција за обуку психоаналитичара и психотерапеута. Налази се у Њујорку, Сједињене Америчке Државе. Основан је 1943. године као непрофитна институција за обуке психотерапеута као њујоршки огранак Вашингтонске школе психијатрије. Данашњи назив носи од 1946.
Институт Вилијам Алансон Вајт (ВАВИ) истраживао је нову територију у психоаналитичкој теорији и пракси, протестно се одвајајући, средином двадесетог вијека, од главних токова америчке психоаналитичке мисли, за коју су психоаналитичари који су основали институт сматрали да их ограничавају.
Оснивачи ВАВИ-ја су Ерих Фром и Клара Томпсон којима су се придружили Хари Стејк Саливан, Фрида Фром Рајхман, Дејвид Риоч и Жанет Риоч
ВАВИ наглашава психоаналитички активизам у односу на питања од значаја за културу и друштво и бави се проблемима живота за које се сматра да су изван оквира класичне психоанализе. Институт је под снажним утицајем рада Шандора Ференција (европског психоаналитичара који се специјализовао за пацијенте који су претрпјели тешку трауму) члана ужег куга сарадника Зигмунда Фројда.
Америчка психоаналитичка асоцијација додијелила је 2001. награду за Психоаналитичку клинику године за висок квалитет психотерапије која се даје људима са депресијом, поремећајем личности, поремећајима у исхрани и другим психолошким проблемима.
Институт нуди програме обуке, континуирану едукацију и клиничке услуге, укључујући одржавање конференција, серија предавања и симпозијума. Издаје часопис "Савремена психоанализа". Часопис извјештава о напретку у примени психотерапије и психоанализе у депресији, поремећајима личности, сукобима око пола и пола и другим психолошким проблемима.